# Wapen van Druten

Het wapen van Druten  is het wapen van de gemeente Druten. Het is een gedeeld wapen bestaande uit het oude wapen van Druten en het (gecorrigeerde) wapen van Horssen. De beschrijving luidt:
" Gedeeld: I in zilver een dwarsbalk van sinopel, II in sabel een aanziende leeuw van goud, getongd en genageld van keel. Het schild gedekt door een gouden kroon van 3 bladeren en 2 parels."

## Geschiedenis
Het oude wapen van Druten, de groene dwarsbalk op het zilveren veld, bestaat sinds 1818 toen de dorpen Afferden, Deest en Puiflijk aan de gemeente werden toegevoegd. Het wapen is afkomstig van de heren van Druten. Zij speelden in de 14e en 15e eeuw een belangrijke rol in de streek, in het familiearchief van Nijdeggen bevinden zich een aantal zegels van deze heren. Op 7 oktober 1818 werd de gemeente bevestigd met het wapen. De heraldische omschrijving hiervan luidt:
"Van zilver, beladen met een groenen dwarsbalk."
In 1984 werd ook Horssen toegevoegd aan de gemeente. Daarom moest een nieuw wapen worden ontworpen. De leeuw van Horssen werd gewijzigd, de rijkskleuren maakten plaats voor een zwart veld. De gouden leeuw werd aanziend en voorzien van een rode tong en nagels. Het wapen werd op 4 mei 1984 bij Koninklijk besluit verleend aan de gemeente.
De gemeente voert het wapen niet meer op briefpapier en andere bescheiden, maar gebruikt een modern logo.

## Verwante wapens

Druten (oud)
Het wapen van Horssen